# Pacte de Sant Sebastià
El Pacte de Sant Sebastià és l'acord a què van arribar, el 17 d'agost de 1930, a Sant Sebastià, els representants republicans de tot l'estat espanyol, per a pactar la instauració de la República i posar fi a la monarquia borbònica.

## Antecedents
El març de 1930 sota la dictadura de Primo de Rivera les forces republicanes, encapçalades per la UGT i el PSOE, varen acordar la instauració d'una república federal en l'anomenat Manifest de la Intel·ligència Republicana.
El malestar amb l'estament militar, la conspiració de la nit de Sant Joan de l'any 1926, i la crisi econòmica de l'any 1929 que provocà la devaluació de la pesseta i un dèficit comercial, més l'oposició creixent, havien deixat Primo de Rivera sense suport a la seva consulta als caps militars, i va dimitir el 28 de gener de 1930.
Els representants catalans que anaren a Sant Sebastià condicionaren el pacte al reconeixement de les aspiracions catalanes d'autogovern. La solució jurídica acceptada en el Pacte de Sant Sebastià fou que Catalunya expressaria la seva voluntat en un Estatut d'Autonomia referendat pel poble i sotmès a l'aprovació de les Corts constituents en la part referent a la delimitació d'atribucions entre el Govern d'Espanya i el Govern de Catalunya.

## Conseqüències a Catalunya: el restabliment de la Generalitat
En compliment del Pacte de Sant Sebastià, el 14 d'abril de 1931, després de les eleccions que van donar la majoria al seu partit, Esquerra Republicana de Catalunya, Francesc Macià, va proclamar la República Catalana des de l'ajuntament de Barcelona.
Aquesta proclamació preocupà el govern provisional de la República, que envià en avió a Barcelona, el dia 17 d'abril els ministres Fernando de los Ríos, Marcel·lí Domingo, i Lluís Nicolau d'Olwer. Després de tenses converses, s'arribà a l'acord que el consell format a Barcelona, actuï com a govern de la Generalitat de Catalunya. La recuperació d'un nom històric en el qual, ningú no havia pensat abans, permet resoldre el conflicte i obre el camí a una nova forma d'autonomia catalana.
Més endavant, quan el projecte d'Estat Federal no va reeixir, Francesc Macià, es va veure obligat a acceptar un Estatut d'autonomia per Catalunya. Va ser president del govern català, amb el nom de Generalitat, de 1932 fins a la seva mort, el 1933.
El seu successor va ser Lluís Companys, que un cop acabada la Guerra Civil espanyola de 1936-1939, es va haver d'exiliar. El nou règim franquista reproduí la repressió de Felip V i, a més, abolí les institucions de la Generalitat. El seu president, Lluís Companys, defensor de la legalitat constitucional republicana, fou detingut amb la col·laboració nazi de la Gestapo, li va ser aplicada l'extradició i el van tornar a Espanya, on va ser jutjat en consell de guerra sumaríssim, sense cap mena de garanties processals, condemnat a mort i afusellat al castell de Montjuïc (1940).

## Integrants
Alguns dels seus integrants van ser:
- Alejandro Lerroux (Partit Republicà Radical), que havia fundat aquest partit el 1908.
- Manuel Azaña (Acció Republicana), que amb Marcel·lí Domingo (Partit Republicà Radical Socialista), Álvaro de Albornoz (Partit Radical Socialista) i Ángel Galarza (Partit Radical Socialista), representava el radical-socialisme.
- Manel Carrasco i Formiguera (Acció Catalana), Macià Mallol Bosch (Acció Republicana de Catalunya), i Jaume Aiguader i Miró (Estat Català), catalans d'esquerres.
- Casares Quiroga (ORGA, Partit Republicà Gallec Autònom).
- Niceto Alcalá-Zamora (Dreta Liberal Republicana), que seria elegit president del comitè revolucionari creat amb la signatura del Pacte i Miguel Maura (Dreta Liberal Republicana), moderats.
- Indalecio Prieto, que havia convençut els socialistes que s'unissin als republicans, Felipe Sánchez Román, Fernando de los Ríos i Eduardo Ortega y Gasset, germà del filòsof.
- Gregorio Marañón no hi va poder anar, però va enviar una carta d'adhesió.